# Jacques Robert-Rewez
 (janvier 2015).
Pour les articles homonymes, voir Jacques Robert et Robert.
Jacques Robert-Rewez, Compagnon de la Libération (Forces françaises combattantes), né le 2 avril 1914 à Paris et mort le 8 février 1998 à Neuilly-sur-Seine, fut un des as du renseignement français et participa aux opérations de soutien à la Résistance intérieure.

## Biographie

### Avant guerre
Fils d'ingénieur en aéronautique Jacques Robert passe son baccalaurét avant de commencer des études de Droit. Il effectue son service militaire en 1935 au 507e régiment de chars de combat (507e RCC). Il est promu au grade de sous-lieutenant en octobre 1936.
En 1937, il travaille dans l'imprimerie.

### La campagne de France
Mobilisé en août 1939, il est affecté au 8e bataillon de chars. Il se distingue particulièrement en mai 1940 devant Rethel. Au cours de ces combats, il provoque la destruction de plusieurs dizaines de blindés allemands. Il reçoit des mains du général de Lattre de Tassigny, la légion d'honneur et la croix de guerre.

### Le renseignement et l'action
En août 1940, il refuse la capitulation. Il entre au service de renseignement "Vichy" d'où il mène de nombreuses actions.
En décembre 1941, il entre à la Confrérie Notre-Dame de Gilbert Renault (Colonel Rémy). Il part en mission à Londres en avril 1942. Au cours de ce séjour il signe son engagement pour la France libre avec le grade de Capitaine. Il est parachuté deux mois plus tard en France. Son réseau a été entre-temps démantelé par les arrestations. Recherché par la gestapo, il doit passer en zone sud et s'installe à Lyon.
De ce lieu de repli, il fonde un nouveau réseau. Le réseau Phratrie couvre bientôt toute la France. Début 1944, il enverra jusqu'à 330 messages quotidiens à Londres.
Arrêté à Nice en avril 1943 par les autorités du gouvernement de Vichy, il est libéré grâce à des complicités dans la police et l'intervention d'Achille Peretti.
Pourchassé par les polices allemande et française, il doit partir pour l'Angleterre et laisser la direction du réseau à son second. Dès son arrivée il est intégré au Bureau central de renseignement et d'action (BCRA).
Nommé chef de bataillon, il est chargé de former les agents parachutistes du contingent français des Jedburgh. Les Jedburgh sont des équipes d'agents des services spéciaux alliés qui sont entraînés pour être parachutés en France dès le débarquement, pour encadrer les groupes de maquisards.
Jacques Robert part lui-même en mission sous le pseudonyme de Molécule. Il est parachuté dans la nuit du 26 au 27 juin 1944 à la tête de la mission Bergamote sur le terrain de Nadapeyrat près de Bourganeuf en Creuse. C'est un secteur où se trouve regroupé l'essentiel des groupes de FFI du département placé sous le commandement du commandant Albert Fossey-François. La mission s'installe dans le village du Puy sur la commune de Vidaillat.
Pendant deux mois, Rewez partage le sort des maquisards creusois, et leur fait partager son expérience. Il dispose d'une volumineuse synthèse des renseignements transmis par les réseaux implantés localement. Sa mission, qui comporte également, un officier américain, et deux officiers britanniques, est stationnée au plus près de l'État-major départemental de la Résistance. Ils font face durant la seconde quinzaine de juillet 1944 à l'intervention meurtrière de la brigade Jesser. Ils mènent également de nombreuses actions de guérilla et des sabotages.
Le 25 août 1944, Jacques Robert est l'un des premiers à pénétrer dans Guéret libéré. À partir du 9 septembre 1944, Jacques Robert dirige une dernière opération d'infiltration (Mission Sainfoin) dans le Jura.
En septembre 1944, il est affecté à la Direction générale des études et recherches (DGER) et part en Allemagne pour assurer plusieurs missions. Il est nommé Compagnon de la Libération par décret du 6 avril 1945.

### Après la guerre
De mai à octobre 1945, Jacques Robert est conseiller militaire à l'ambassade de France en Norvège. Il effectue encore quelques missions pour le SOE, avant d'être démobilisé.
De 1946 à 1979, il occupe de hautes fonctions dans le secteur privé du négoce et de l'industrie.
Il a été promu colonel honoraire en 1975.

## Décorations
- Commandeur de la Légion d'honneur
- Compagnon de la Libération par décret du 6 avril 1945[2]
- Croix de guerre 1939–1945 (5 citations)
- Médaille de la Résistance française par décret du 6 avril 1944[3]
- Médaille commémorative des services volontaires dans la France libre
- Ordre de l'Empire britannique à titre militaire (officier) (GB)
- Ordre du Service distingué (GB)
- Médaille de la Liberté (USA)

### Personnalités
- Gilbert Renault (colonel Rémy)
- André Dewavrin
- Achille Peretti
- Jean-Louis Chancel
- Albert Fossey-François
- Paul Aussaresses

### Organisations
- Confrérie Notre-Dame
- Réseau Phratrie
- Bureau central de renseignements et d'action
- Liste des réseaux de la section F du SOE
- Mission Bergamote

### Liens généraux concernant Jacques Robert
- Biographie sur le site de l'ordre de la Libération
- Article suivi d'un tableau exhaustif des opérations d'infiltrations en France de 1941 à 1945 (p. 45 et 46 pour Bergamote)
- Quelques éléments sur Jacques Robert sur un site consacré aux Français libres
- Photographie de Jacques Robert (en tenue parachutiste) sans date ni indication de lieu. Il est possible qu'elle ait été prise en Creuse à la Libération

### Membres de lamission Bergamote
- Première équipe (Parachutée dans la nuit du 26 au 27 juillet 1944)

Commandant Jacques Robert « Molécule », alias Arthur Rewez-Denis (Chef de mission) « Fiche sur le site des services spéciaux »(Archive.org • Wikiwix • Archive.is • Google • Que faire ?)
Major Jack Thomas Shannon « Taux » « Fiche sur le site des services spéciaux »(Archive.org • Wikiwix • Archive.is • Google • Que faire ?)
David Gagliardi « Blond » (Radio)
Jean Gorodiche « Curviligne » « Fiche sur le site des services spéciaux »(Archive.org • Wikiwix • Archive.is • Google • Que faire ?)
- Deuxième équipe (Parachutée le 1er juillet 1944)

Major Vernon Elliot Blomfield « Density »Fiche sur le site familial « Fiche sur le site des services spéciaux »(Archive.org • Wikiwix • Archive.is • Google • Que faire ?)
Major John Francis Anning Forster « Équerre » (Médecin australien)Fiche sur le site des services spéciaux
Richard Langmaid « Visigothe » (Radio)« Fiche sur le site des services spéciaux »(Archive.org • Wikiwix • Archive.is • Google • Que faire ?)